# Echinogorgia gracillima
Echinogorgia gracillima är en korallart som beskrevs av Kükenthal 1919. Echinogorgia gracillima ingår i släktet Echinogorgia och familjen Plexauridae. Inga underarter finns listade i Catalogue of Life.